# Karl Friedrich von Savigny

Carl Friedrich von Savigny. Photographie von L. Haase Comp. Berlin, um 1874.

Karl Friedrich von Savigny,
Stahlstich von A. Weger nach einer Photographie, Leipzig, um 1870

Karl Friedrich von Savigny (* 19. September 1814 in Berlin; † 11. Februar 1875 in Frankfurt am Main) war ein preußischer Diplomat und katholischer Politiker. Er war enger Mitarbeiter Bismarcks in der Zeit, als Deutschland vereinigt wurde (1864–1871). Danach trug er zur Bildung der katholischen Zentrumspartei bei.

## Leben
Savigny war der Sohn des bedeutenden preußischen Rechtsgelehrten und Staatsmanns Friedrich Carl von Savigny und der Kunigunde Brentano, einer Schwester der schriftstellerisch bekannt gewordenen Clemens Brentano und Elisabeth Brentano, die sich nach ihrer Heirat Bettina von Arnim nannte.
Nach dem Studium der Rechtswissenschaften in München und Berlin trat Savigny in den preußischen Staatsdienst ein und lernte während seiner Tätigkeit im Regierungspräsidium Aachen Otto von Bismarck näher kennen. 1840 trat er in den diplomatischen Dienst Preußens ein und war in den Gesandtschaften in Dresden (1840), Lissabon (1842), Kassel (1844) und Den Haag (1845) tätig. Im Revolutionsjahr 1848 war Savigny in diplomatischer Mission in London, Paris und Frankfurt tätig.
Im Juni desselben Jahres wurde Savigny zum Wirklichen Legationsrat und Vortragenden Rat in der politischen Abteilung des Außenministeriums und war im November 1849 in der engeren Umgebung des späteren Kaisers Wilhelm tätig.

## Politik
Es folgten 20 Jahre, in denen er als preußischer Gesandter in verschiedenen deutschen und europäischen Hauptstädten war. Von 1849 bis 1859 in Karlsruhe, dann bis 1862 in Dresden und den anderen sächsischen Herzogtümern und von 1862 bis 1864 in Brüssel.
Im Jahr 1864 wurde er Gesandter Preußens beim Bundestag des Deutschen Bundes in Frankfurt am Main. In seine Amtszeit fallen die beiden ersten Einigungskriege gegen Dänemark und Österreich. Seine Tätigkeit endete im Sommer 1866: Nach dem Bundesbeschluss vom 14. Juni (gegen Preußen) erklärte Savigny, dieser rechtswidrige Beschluss habe den Bund aufgelöst. Anerkannt wurde dies von Österreich und den anderen Mittelstaaten freilich erst nach ihrer Niederlage im Deutschen Krieg.
Nach dem Sieg über Österreich und seine Verbündeten war Savigny Bismarcks Beauftragter für Verhandlungen zur Gründung des Norddeutschen Bundes und anschließend Vorsitzender einer Regierungskonferenz, die die Verfassung des Norddeutschen Bundes ausarbeitete. Savigny erarbeitete einen der Entwürfe.
Bismarck hatte ursprünglich das Amt des Bundeskanzlers als eine mehr ausführende Tätigkeit gedacht, vergleichbar dem Präsidialgesandten im alten Bundestag. Für diese Position hatte er Savigny ausgewählt. Als der konstituierende Reichstag jedoch die lex Bennigsen angenommen hatte, wodurch der Bundeskanzler die Bundesexekutive wurde, übernahm Bismarck selbst das Amt. Savigny ging daraufhin 1868 in den einstweiligen Ruhestand und schied nach einer kurzen Tätigkeit während des Deutsch-Französischen Kriegs 1871 endgültig aus dem Staatsdienst aus.
Bereits seit 1867 saß Savigny für die Freikonservativen im Norddeutschen Reichstag. Dem Preußischen Abgeordnetenhaus gehörte er 1867 und 1868 sowie erneut von 1870 bis 1875 an.
Von 1871 bis zu seinem Tode vertrat von Savigny für die Zentrumspartei den Wahlkreis Regierungsbezirk Koblenz 3 (Koblenz – St. Goar) im Reichstag. Dort setzte er sich sowohl für die Hegemonie Preußens in Deutschland als auch für die Belange der katholischen Bevölkerungsteile im neuen Reich ein. Er war maßgeblich an der Gründung der Zentrumspartei beteiligt, deren Fraktionsvorsitzender er sowohl im Reichstag, als auch im preußischen Abgeordnetenhaus wurde. Mit dem von Savigny vorgeschlagenen Namen „Zentrum“ sollte auch Protestanten der Eintritt in die neue Fraktion erleichtert werden.
Zusammen mit Ludwig Windthorst, den Brüdern Peter und August Reichensperger und Hermann von Mallinckrodt war er eine der wichtigsten Personen in der frühen Phase des Zentrums. Als Fraktionsvorsitzender hatte er maßgeblichen Anteil daran, die verschiedenen Positionen innerhalb des Zentrums zu einem Ausgleich zu bringen.

## Familie
Er heiratete 1853 in Boitzenburg Freda Sophie Karoline Marie (geb. von Arnim-Boitzenburg) (1831–1905), eine Tochter des Innenministers Adolf Heinrich von Arnim-Boitzenburg (1803–1868). Das Paar hatte vier Söhne und fünf Töchter, darunter:
- Leo (1863–1910), Professor für Staats-, Verwaltungs-, Völker- und Kirchenrecht in Marburg und Münster ⚭ Freiin Maria von Amelunxen (1882–1957)
- Karl (1855–1928), Mitglied des preußischen Abgeordnetenhauses und des Reichstages ⚭ Freiin Maria von Amelunxen (1882–1957)
- Adolf (1857–1920), preußischer Gerichtsreferendar
- Elisabeth (1856–1902) ⚭ Freiherr Rudolf von Buol-Berenberg (1842–1902)
- Maria Freda (1859–1890), Barmherzige Schwester vom heiligen Karl Borromäus in Osnabrück
- Friedrich (1861–1891)
- Helene (1864–1908), Ordensfrau vom heiligen Herzen Jesu, Oberin in Graz
- Hedwig (1867–1898), Ordensfrau vom heiligen Herzen Jesu
- Josepha (1874–1945) ⚭ Freiherr Adolf von Schönberg (1864–1927), Fideikommissherr auf Niederzwörnitz